# Lise Tréhot
Lise Tréhot (14 mars 1848, Ecquevilly (Seine-et-Oise) – 12 mars 1922 , Paris (16e) fut un modèle et la petite amie d'Auguste Renoir entre 1866 et 1872. Elle apparaît dans la plupart des travaux de Renoir à cette époque, soit plus de vingt peintures, notamment Lise à l'ombrelle (1867), Les Fiancés - Le Ménage Sisley et En été (1868).

## Biographie

### Jeunesse
Lise Tréhot née le 14 mars 1848 à 9 heures du soir est la fille de Louis Tréhot et Amélie Élisabeth Boudin. Son père était aubergiste d'Ecquevilly jusqu'en 1850, après quoi il déménagea avec sa famille à Paris, où il vendait de la limonade et du tabac. Lise Tréhot était la quatrième enfant d'une famille de six enfants, avec trois frères et deux sœurs. Selon un document de l'époque, Lise Tréhot aurait été couturière. Clémence Tréhot, sa sœur aînée, était la compagne de Jules Le Cœur, qui plus tard la présenta à Renoir dans sa maison de Marlotte, vraisemblablement en juin 1865,,,, et devint sa petite amie.

### Modèle de Renoir
Lise Tréhot commença à poser pour Auguste Renoir (1841–1919) quand elle avait dix-huit ans et lui, vingt-cinq ans. Parmi les peintures réalisées à cette époque, on trouve Lise avec un chapeau de paille (1866) et Lise cousant (1867–68). Renoir peint en 1867 un nu de Lise Tréhot, le tableau Diane chasseresse (1867), mais il ne fut pas exposé au Salon en 1867. L'année suivante, Renoir reçut les éloges de la critique pour Lise (ou Lise à l'ombrelle, 1867), accepté au Salon de 1868.  Écrivant sur cette peinture, le critique d'art Zacharie Astruc décrit Lise Tréhot comme « une agréable parisienne dans les bois » et comme une fille de la classe ouvrière. L'écrivain Émile Zola la compara à Camille Doncieux, modèle et épouse de Claude Monet.
Au Salon de 1869, Lise Tréhot figure dans une œuvre intitulée En été (1868), habillée avec simplicité d'un chemisier qui lui tombe des épaules. John Collins remarque que l'apparence « sombre, forte et sans expression » de Lise Tréhot fonctionnait très bien dans de tels portraits, mais moins dans un style plus formel, comme dans la peinture en costume Les Fiancés - Le Ménage Sisley (1868), où elle pose avec le peintre Alfred Sisley (1839–1899). Au total, Lise Tréhot apparaît dans plus de vingt peintures de Renoir pendant le début de sa période de Salon, soit entre 1866 et 1872,. Selon l'historien d'art John House, « Lise était le modèle de tous les personnages féminins de Renoir à cette époque ».
Bien que peu de choses soient connues sur la relation qu'entretenaient Lise Tréhot et Renoir, lorsqu'elle était son modèle, elle aurait donné naissance à un petit garçon nommé Pierre le 14 septembre 1868 (qui meurt vers 1930). Le 21 juillet 1870, Lise Tréhot donna naissance à une petite fille appelée Jeanne Marguerite Tréhot(1870–1934) qui a été confiée à une nourrice afin qu'elle s'en occupe comme du sien. Renoir continue cependant d'aider Jeanne financièrement, dans le plus grand secret, jusqu'à sa mort (et après sa mort avec l'aide d'Ambroise Vollard), mais il n'a jamais reconnu, de son vivant, qu'elle était sa fille,,. Selon Jean-Claude Gélineau, dans la biographie de Jeanne Tréhot, Auguste Renoir a reconnu sa fille (son nom apparaît sur l'acte de baptême) et il a donné son accord pour le mariage de sa fille, et figure sur le testament du peintre. Il est à remarquer que « Pierre » et « Jean » seront aussi les prénoms que donnera Renoir à ses enfants nés de son mariage avec Aline Charigot en 1890.
Sans que l'on sache pourquoi, Lise Tréhot arrêta de poser pour Renoir après 1872 ; on dit qu'elle ne l'a plus jamais revu ou ne lui a plus jamais parlé ensuite. Et même si Lise Tréhot fait partie intégrante du début de la carrière de Renoir, il ne l'a jamais mentionnée dans des entretiens, des mémoires ou des biographies,.

### Fin de vie
En 1883, plus de dix ans après que Lise Tréhot a cessé de poser pour Renoir, elle épousa l'architecte Jean-Vivien-Georges Brière de l'Isle (1847–1902) et, avec lui, eut deux fils et deux filles,. Elle légua à ses enfants deux peintures de Renoir, Lise cousant (1867–68) et Lise au un chapeau de paille (1872), qui font partie des collections du Musée d'art de Dallas,.
Il semblerait que Lise Tréhot ait détruit la plupart de ses documents personnels, de l'époque où elle posait pour Renoir. Elle meurt à Paris au 6 rue Lekain à 15 heure 30 le 12 mars 1922, à l'âge de 73 ans. Elle est enterrée au cimetière du Père Lachaise.

## Œuvres où elle apparaît en tant que modèle
| Année   | Illus. | Titre                                                                  | Technique       | Dimensions (cm) | Musée | Notes  |
| ------- | ------ | ---------------------------------------------------------------------- | --------------- | --------------- | --- | ------ |
| 1866    |        | Jeune fille au chapeau de paille                                       | Huile sur toile | 47 x 38.4       | Fondation Barnes, États-Unis | ,      |
| 1866    |        | Jeune femme debout                                                     | Huile sur toile | 24.5 x 14       | Collection privée | [ 16 ] |
| 1866    |        | Jeune femme assise dans la campagne (Lise Tréhot)                      | Huile sur toile | 24.5 x 14       | Collection privée | [ 16 ] |
| 1866    |        | Femme debout près d'un arbre                                           | Huile sur toile | 25.2 x 15.9     | National Gallery of Art, États-Unis | [ 17 ] |
| 1866    |        | Femme près d'une clôture                                               | Huile sur toile | 25 x 16.1       | National Gallery of Art, États-Unis | [ 17 ] |
| 1866    |        | Femme dans un parc                                                     | Huile sur toile | 26.1 x 16.1     | National Gallery of Art, États-Unis | [ 17 ] |
| 1866    |        | Paysage avec deux personnages ou Paysage avec deux figures             | Huile sur toile | Inconnues       | Perdu ou détruite. Ce tableau n'est qu'une partie d'un tableau de Bazille, montrant un tableau de Renoir, observable uniquement sur cette toile. | [ 5 ]  |
| 1867–68 |        | Lise cousant                                                           | Huile sur toile | 55.9 x 45.7     | Musée d'Art de Dallas, États-Unis | [ 5 ]  |
| 1867    |        | Diane chasseresse                                                      | Huile sur toile | 197 × 132       | National Gallery of Art, États-Unis | [ 17 ] |
| 1867    |        | Lise tenant un bouquet de fleurs des champs                            | Huile sur toile | 65.2 × 50.3     | Collection privée | [ 7 ]  |
| 1867    |        | Lise à l'ombrelle                                                      | Huile sur toile | 184 × 115       | Musée Folkwang, Allemagne | [ 5 ]  |
| 1868    |        | Femme dans un jardin                                                   | Huile sur toile | 105.5 x 73.4    | Kunstmuseum Basel, Suisse | [ 18 ] |
| 1868    |        | Les Fiancés - Le Ménage Sisley                                         | Huile sur toile | 105 × 75        | Musée Wallraf Richartz, Allemagne | [ 5 ]  |
| 1868    |        | En été (La Bohémienne)                                                 | Huile sur toile | 85 x 59         | Alte Nationalgalerie, Allemagne | [ 5 ]  |
| 1869–70 |        | Nymphe à la source                                                     | Huile sur toile | 66.5 × 124      | National Gallery of Art, États-Unis | [ 17 ] |
| 1869–70 |        | La Toilette                                                            | Huile sur toile | 132 x 127       | Musée Fabre, France | [ 19 ] |
| 1870    |        | La Baigneuse au griffon                                                | Huile sur toile | 184 × 115       | Musée d'Art de São Polo, Brésil | [ 5 ]  |
| 1870    |        | Odalisque (Femme d'Alger)                                              | Huile sur toile | 69.2 × 122.6    | National Gallery of Art, États-Unis | [ 17 ] |
| 1870    |        | Jeune femme dans un bateau (Lise Tréhot)                               | Huile sur toile | 29.5 x 33.2     | Collection privée | [ 20 ] |
| 1870    |        | La Promenade                                                           | Huile sur toile | 81.3 × 65       | Getty Center, États-Unis | [ 8 ]  |
| 1871    |        | La Femme à la perruche                                                 | Huile sur toile | 92.1 × 65.1     | Musée Solomon R. Guggenheim, États-Unis | [ 7 ]  |
| 1871–72 |        | Lise au châle blanc                                                    | Huile sur toile | 56 x 46         | Musée d'Art de Dallas, États-Unis | [ 5 ]  |
| 1872    |        | Femme à l'ombrelle assise dans le jardin                               | Huile sur toile | 46 × 37.9       | Collection privée | [ 21 ] |
| 1872    |        | Intérieur de harem à Montmartre (Parisiennes habillées en algériennes) | Huile sur toile | 156 × 129       | Musée national de l'art occidental, Tokyo | [ 17 ] |

Nota : Ces peintures sont d'Auguste Renoir sauf :
- "Paysage avec deux personnages" ou "Paysage avec deux figures",  partie du tableau de Frédéric Bazille , "l'atelier de la rue de la Contamine"  sur lequel figure, accrochée à un mur, cette toile disparue de Renoir.
- "La toilette" de Frédéric Bazille.